# Arpia janeira
Arpia janeira là một loài bướm đêm trong họ Noctuidae.